# Полюс притяжения (пісня)
«Полюс притяжения»  — пісня української співачки Тіни Кароль з студійного альбому «Полюс притяжения». Як сингл випущений в 2007 році.

## Опис
Пісня «Полюс притяжения» — стала синглом альбому «Полюс притяжения» Тіни Кароль. Автор пісні — І.Брилін. Записувала її в Лондоні на знаменитій студії «Метрофоник».

## Відеокліп
Режисером кліпу виступив Алан Бадоєв
Кліп був знятий прийомом «одного дубля», на сцені Національної Опери України, на його зйомках були присутніми члени Фан-клуба артистки.

## Список композицій
| Цифрове завантаження, стримінг | Цифрове завантаження, стримінг | Цифрове завантаження, стримінг | Цифрове завантаження, стримінг | Цифрове завантаження, стримінг |
| #                              | Назва                          | Автор слів                     | Автор музики                   | Тривалість                     |
| ------------------------------ | ------------------------------ | ------------------------------ | ------------------------------ | ------------------------------ |
| 1.                             | «Полюс притяжения»             | І.Брилін                       | І.Брилін                       | 3:37                           |

## Live виконання
2011 р. «Полюс притяжения» — перший сольний концерт в Києві
2014 р. «Полюс притяжения» — Фільм «Сила любові та голоса»
2015 р. «Полюс притяжения» — музична вистава «Я все еще люблю»